# Нейтральный антагонист
«Молчаливые антагонисты», или нейтральные антагонисты — это такие конкурентные антагонисты данного типа рецепторов, которые имеют строго нулевую внутреннюю агонистическую активность, то есть нулевую способность активировать рецептор (в отличие от слабых частичных агонистов, у которых такая способность мала, но всё же не строго равна нулю), но также и не препятствуют конституциональной внутренней активности рецептора, не снижают её (то есть не снижают частоту «спонтанной активации» рецептора) и не обладают собственными, отличными от блокирования связывания рецептора с агонистом, физиологическими эффектами по отношению к данной рецепторной системе. В некотором смысле именно «молчаливые антагонисты» являются «истинными», «настоящими» антагонистами, в первоначальном значении слова (которое употреблялось до открытия конституциональной активности рецепторов и факта существования обратных агонистов, а также до установления того факта, что многие из лекарств, считавшихся «антагонистами» того или иного типа рецепторов, на самом деле являются либо слабыми частичными агонистами, либо обратными агонистами).
Этот термин был создан именно для того, чтобы отличать «истинные» (полностью неактивные) по отношению к данному конкретному типу рецепторов, антагонисты — от слабых парциальных агонистов и от обратных агонистов.
Однако на практике «истинных» нейтральных или молчаливых антагонистов очень мало — очень редко внутренняя агонистическая активность того или иного соединения действительно строго равна нулю. Подавляющее большинство соединений, считающихся «нейтральными антагонистами» являются либо слабыми и очень слабыми частичными агонистами (с внутренней агонистической активностью менее 10-20 %), либо (слабыми) обратными агонистами. Во многих экспериментальных биологических системах невозможно или очень затруднительно отличить слабые частичные агонисты и «истинные» нейтральные антагонисты, а также различить нейтральные антагонисты и обратные агонисты (особенно в случае слабого обратного агонизма). И даже в случаях, когда кажущаяся внутренняя агонистическая активность некоего соединения в некоем предположительно «высокоточном» эксперименте, уточняющем наши первоначальные представления, оказалась действительно равной нулю — это, на самом деле, значит лишь, что она меньше порога чувствительности данного экспериментального метода (например, условно говоря, +0.1 % или −0.1 %).